# Christian Gottlob Dierig
Christian Gottlob Dierig (* 26. Juni 1781 in Langenbielau; † 22. Dezember 1848 ebenda) war ein deutscher Unternehmer in der Textilindustrie und Gründer des Dierig-Konzerns.

## Leben
Dierig entstammte einer Familie, die über Generationen im schlesischen Eulengebirge als Weber tätig waren. Seine Eltern waren der Webermeister und Freihäusler in Langenbielau Johann Gottfried Dierig (1755–1816), Sohn des Webers und Freihäuslers in Langenbielau Gottfried Dierig (1718–1766) und Maria Elisabeth geb. Viol (1759–1846), Tochter des Freihäuslers und Erbschmieds in Langenbielau Gottlieb Viol. 
Dierig erlernte selbst den Beruf des Webers. 1805 verließ er sein Elternhaus und machte sich in Oberlangenbielau als Verleger von Garnen, die er Teils auch selbst verwebte, selbstständig. Laut einem Schriftstück betrug sein Startkapital 10 Taler. Er begann mit der Verarbeitung und Handel von Drell, Züchen, Kattun, Barchent und Jaquard-Möbelstoffen aus Leinen und Seide. Da seine Werkstatt bald zu klein wurde, bezog er 1820 in Langenbielau ein Fabrikgelände mit Wohnhaus, auf dem er zunächst eine Färberei für Garne und Gewebe betrieb, in dem er die eingekaufte Rohgarne färben ließ.    
1830 wurden in einem neu erbauten Gebäude auch eigene Webstühle in Betrieb genommen. 1842 beschäftigte er neben den Jacquardwebern und Färbern in seiner Fabrik rund 3000 Handweber und 1000 Spuler im Umland. Es bestanden u. a. Garnausgebereien in der Grafschaft Glatz und Strehlen, sowie Niederlassungen in Leipzig und Berlin. Bekanntheit erlangte er vor allem durch seine von Leinen und Seide gestreiften Möbelstoffe und Bettdrelle.   
Im Schlesischen Weberaufstand von 1844 geriet auch Dierig in das Visier der Aufrührer. Am 5. Juni 1844 zogen die Weber von Peterswaldau nach Langenbielau. Trotz der Verteidigung durch seine Arbeiter, stürmte die aufgebrachte Menge das Fabrikgelände, zerstörte die Webstühle, plünderte die Lager und besetzte Dierigs Wohnhaus. Nur die Färberei und Ausrüstung blieben verschont. Durch das Eingreifen des Militärs kamen bei dem Aufstand zehn Männer und eine Frau zu Tode. Der verursachte Schaden betrug 80.000 Taler. Nach seinem Tode 1848 wurde das Unternehmen von seinen Söhnen Wilhelm und Friedrich Dierig fortgeführt.

## Familie
Christian Gottlob Dierig heiratete 1808 Johanne Eleonore geb. Junge (1785–1854), Tochter des Freihäuslers und Webermeisters in Neubielau Johann George Junge und der Anna Rosina Junge geb. Poser. Aus der Ehe gingen folgende Kinder hervor:
- Wilhelm (1809–1864), Fabrikant in Langenbielau
- Friedrich (1818–1894), Fabrikant in Langenbielau, Vater von Friedrich Dierig junior, Großvater von Wolfgang und Gottfried Dierig, dem Vater von Christian Gottfried Dierig
- Christian Gottlob, Mühlenbesitzer in Peterswaldau